# أولاد بوغالم
تقع بلدية أولاد بوغالم شرق ولاية مستغانم حيث تبعد عن عاصمة الولاية 90 كم ،تعد بلدية أولاد بوغالم من أهم البلديات الموجودة على مستوى ولاية مستغانم فهي تابعة لمقاطعة عشعاشة  اذ تشرف على البحر الأبيض المتوسط ومرتفعة نسبيا عن سطح البحر مقارنة بالبلديات الأخرى التابعة لدائرة عشعاشة  الضبط تقع في أقصى شمال شرق الولاية  حيث عدد السكان بلغ حوالى  13761 نسمة حسب أحصائيات 2008 ( 11 886  نسمة في 1998)  . اذ يقطن سكان هذه المنطقة في أهم الدواوير الموجودة على مستوى تراب البلدية وهي :
1- أولاد بوغالم مركز: يتكون من دوار عرباين -دوار أولاد بوغالم-مزرعة الشيخ ابن الدين - المرابطين
2- البحارة : الزرارفة  -البحارة - البحارة 2 
3-بوزقارت : أولاد زياني -بوزقارت
4-بني نياط
5-أولاد الحاج العربي (اولاد بن عيشة)
6- اولاد الحاج علي (القلامين)
7-اولاد  بن زيان : اولاد حدو -أولاد معمر